# Kawab
Kawab (kȝ-wˤb, "el seu Ka és pur") va ser un príncep egipci i djati (visir) de la IV Dinastia. Era el fill gran del rei Khufu i de la reina Meritites I. Kawab va exercir el càrrec de djati i va ser enterrat a la doble mastaba G 7110–7120 al camp est de la necròpolis de Guiza.

## Biografia
Kawab era el fill gran del faraó Khufu i de la reina Meritites I, i era germanastre dels faraons Djedefre i Khefren. Possiblement va néixer durant el regnat del seu avi Snefru. Kawab es va casar amb la seva germana Hetepheres II amb qui va tenir almenys tres fills anomenats Duaenhor, Kaemsekhem i Mindjedef, i una filla anomenada Meresankh III.
Kawab va morir durant el regnat del seu pare, de manera que el següent faraó va ser Djedefre, que es va casar amb la seva vídua Hetepheres II. Abans es creia que Djedefre havia assassinat a Kawab, ja que Djedefre va ser enterrat a Abu Rawash, en lloc de Guiza, com era el costum. La piràmide de Djedefre també va ser saquejada, tot i que es creu que va passar tard, durant l'època romana.

### Títols
Entre els títols de Kawab cal destacar el d'Oficial d’Anubis, Sacerdot de Serket, Fill del Rei del seu cos, Fill Gran del Rei del seu cos, Príncep Hereu, Cap dels Deu(s) de l’Alt Egipte, Únic Company d’Amor, Djati (el títol de visir apareix sobre una estàtua de Mit Rahina.
La llista completa de títols de Kawab és la següentː
| Títol               | Traducció                                              | Índex Jones |
| ------------------- | ------------------------------------------------------ | ----------- |
| imy iz              | el que és a l'is-departament, conseller                | 247         |
| iry-pˁt             | príncep hereditari / noble, "guardià dels patricis"    | 1157        |
| ˁȝ dwȝw             | ajudant de Duau                                        | 1308        |
| wr di.w pr ḏḥwty    | el més gran dels cinc al temple de Thot                | 1471        |
| ḥȝty-ˁ              | comte (noble)?/ comptador?                             | 1858        |
| ḥm-nṯr srḳt         | sacerdot de Serket                                     | 2120        |
| ḥts(?) Inpw ...     | Lectura desconeguda però relacionada amb Anubis (Inpw) | 2501        |
| ḫrp iȝwt nbwt nṯrwt | director de tots els oficis divins                     | 2541        |
| ẖry-ḥbt ḥry-tp      | sacerdot lector en cap, sacerdot lector responsable    | 2860        |
| zȝ nswt             | fill del rei                                           | 2911        |
| zȝ nswt n ẖt.f      | fill del rei del seu cos                               | 2912        |
| zȝ nswt smsw        | fill gran del rei                                      | 2913        |
| zȝ nswt n ẖt.f smsw | fill gran del rei del seu cos                          | 2914        |
| smr wˁty n(y) mrwt  | únic company, posseïdor d’amor                         | 3277        |
| tȝyty zȝb ṯȝty      | el de la cortina, primer jutge i djati                 | 3706        |
| wr 10 šmˁ           | el més gran / gran dels deu de l'Alt Egipte            | 1437        |

## Tomba

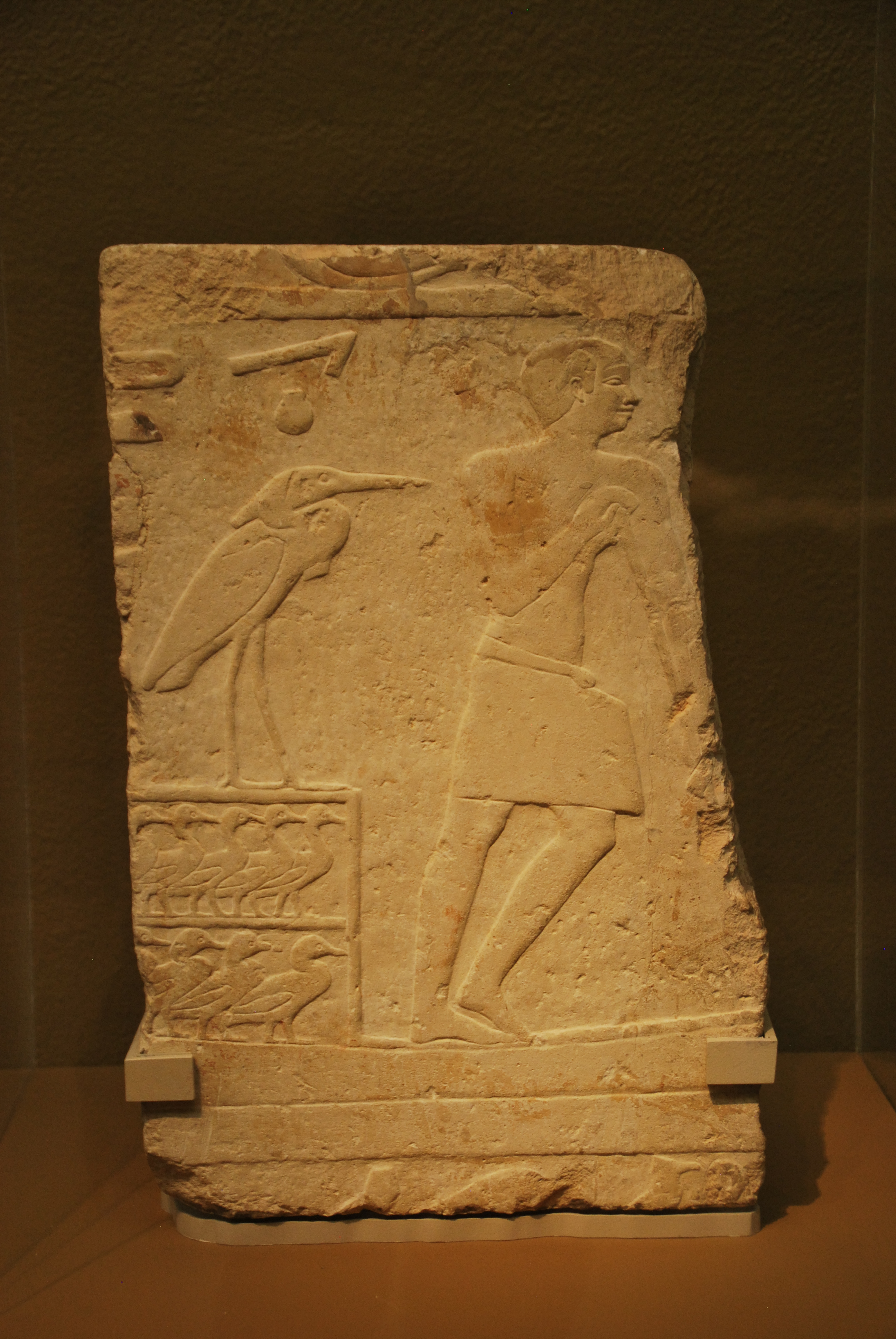
Relleu de la tomba del príncep Kawab de Guiza (tomba G 7120).

Kawab va ser enterrat en una gran mastaba doble que porta el codi G 7110-7120, al camp oriental de la necròpolis de Guiza. La mastaba G 7110 pertanyia a l'esposa de Kawab. El seu nom es va trobar a la capella. La G 7120 és la que pertanyia a Kawab.

Un relleu a la porta mostra a Kawab de peu davant la seva mare amb aquesta inscripció:
zȝ.s mr.s kȝ-wˤb, zȝt nṯr.s ḫrp jmȝt sšmt mrt-jt.s mwt.f mst n ḫwfw

"El seu fill, el seu estimat Ka-wab, la filla del seu déu, ella que s'encarrega dels assumptes de la jmAt, Meritites, la seva mare, qui li va donar a Khufu".
Es van construir quatre forats d'enterrament com a part de la mastaba. El forat G 7110A no es va utilitzar mai. el G 7110B estava pensat originalment per a Hetepheres II, però mai no es va acabar i no mostra cap signe d'haver estat utilitzat mai. Això es deu probablement al fet que Hetepheres es deuria haver tornat a casar després de la mort del seu marit. El forat G 7120A va ser el lloc d’enterrament de Kawab. Es va fabricar un sarcòfag de granit vermell per a Kawab, el qual es va trobar al seu lloc original. El sarcòfag duu la següent inscripció:
1) Una benedicció que el rei dona i Anubis, el principal de l'altar diví, un enterrament a la necròpoli com a posseïdor d'un estat ben proporcionat davant el gran déu, Oficial d'Anubis, Sacerdot de Selket, Kawab.
2) Una benedicció que el rei dona i Anubis, el més important de l'altar diví, un enterrament a la necròpoli del cementiri occidental, després d'haver envellit amb gràcia, el Fill del seu cos, Kawab.

3) El Fill Gran del Rei del seu cos, Oficiant d'Anubis, Kawab.
Diversos segles després de la mort de Kawab, el príncep Khaemweset, fill de Ramsès II, va restaurar l'estàtua de Kawab al temple de Menfis.

## Kawab en la cultura popular
En l’adaptació cinematogràfica del llibre Pyramid de David Macaulay de 1975 hi surt Kawab assassinat en una emboscada prop de la frontera entre Egipte i Núbia.